# 海濱學校
22°17′21″N 114°14′15″E / 22.28913°N 114.23747°E

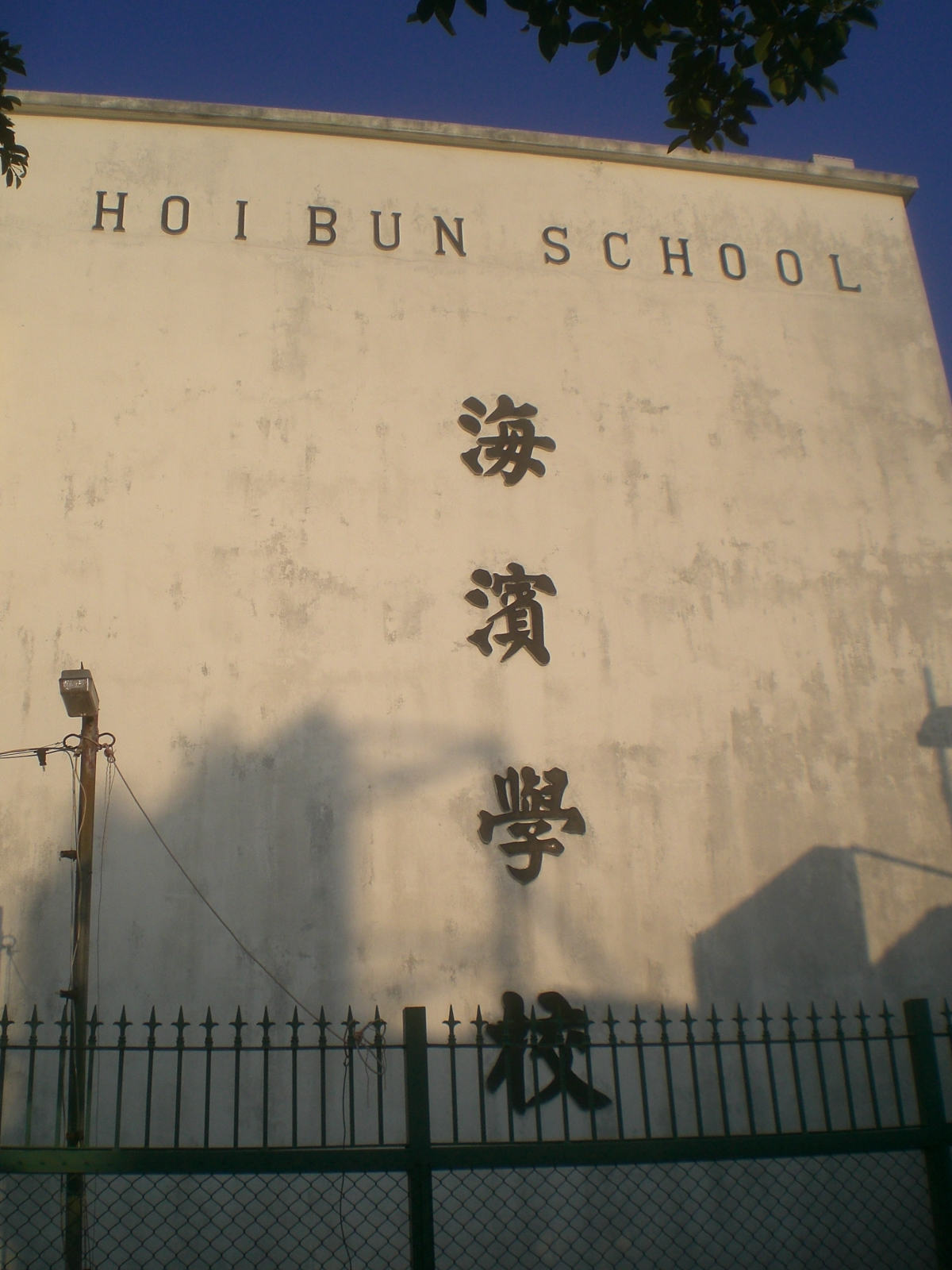
海濱學校

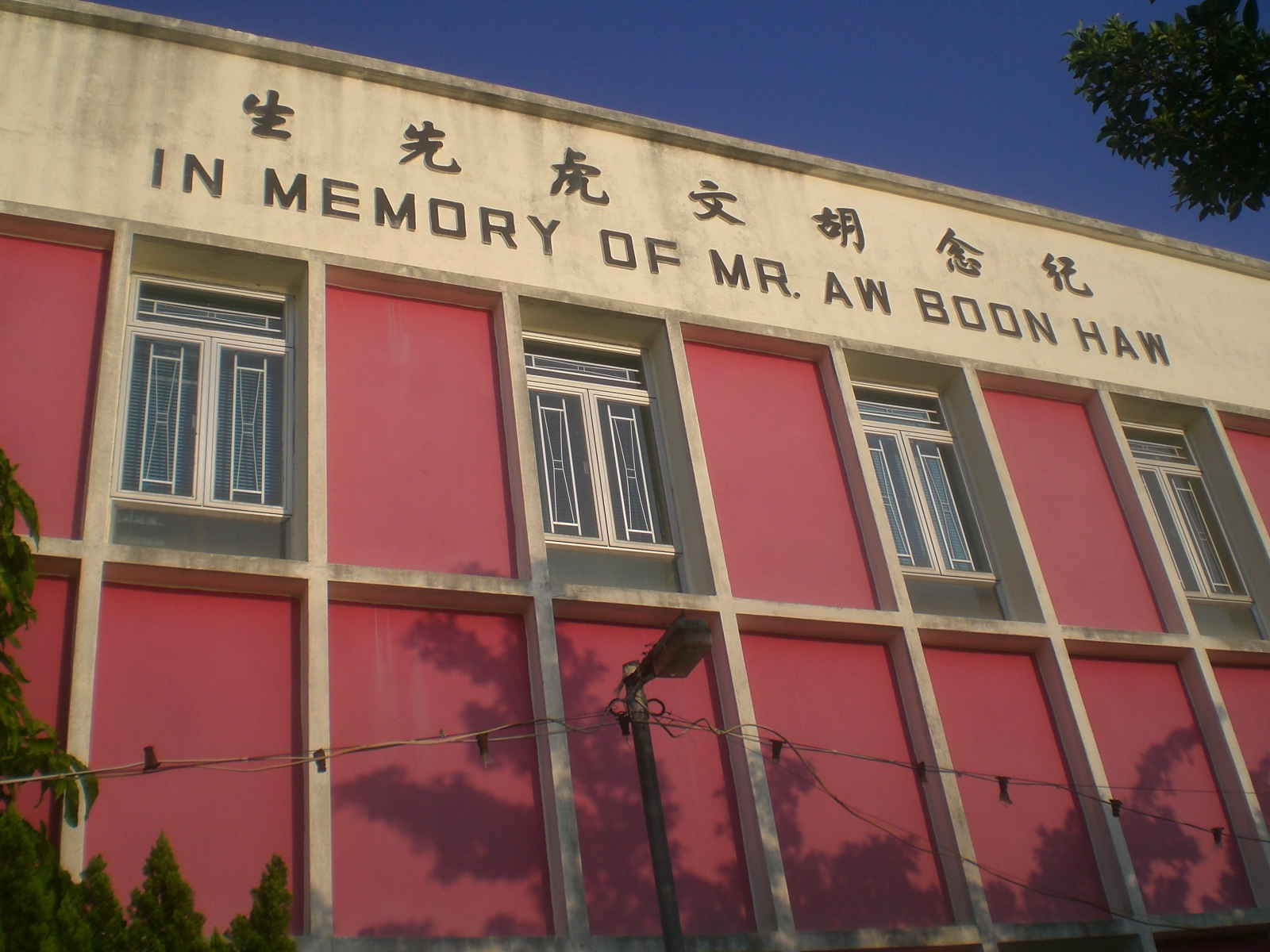
校舍有「紀念胡文虎先生」的字樣

海濱學校（英语：Hoi Bun School）位於香港九龍鯉魚門鯉魚門海傍道中45號。創校於1946年，是鯉魚門三家村歷史最悠久的傳統村校，是一直服務鯉魚門區內弱勢階層學童。
海濱學校自1948年由私立學校轉為政府資助小學，由於該區的適齡學童人口不斷增加，校舍不敷應用而需要多次籌款進行擴建。校監葉宋曾捐出農地作為運動場用地，在1954年的新校落成後幾年，再次發動擴建校舍活動，得到胡文虎夫人陳金枝女士等人捐助，課室從由2間增至6間。
學校的全盛時期為1964年至1974年，學生人數超過500人，以上下午校模式辦學，直至1978年轉為全日制。2005年，教育局對該校下殺校令，同年停辦小一，在2008年8月31日停辦，辦學共62年。
海濱學校停辦後，將財政結餘和累積捐款55萬元於香港浸會大學教育學系設立獎學金，資助學士和碩士課程的學生。
前海濱學校的原址現為賽馬會鯉魚門創意館。

## 校政管理
歷任校監
- 葉宋 先生[4]
- 羅耀輝 先生[5]
- 羅群 先生[4]
- 葉栢強 先生[6]

歷任校長
- 陳麗珠 女士[5]

## 著名/傑出校友
- 葉栢強：前海濱學校校監[4]

## 資料來源
1. ↑   . 香港: 救世軍耆才拓展計劃觀塘中心. 2005-09: 第41–42頁. ISBN 988-97846-4-5.
2. ↑  . 香港新聞網. 2009-10-20  [2011-02-13]. （原始内容存档于2016-03-04）.
3. ↑  . 明報. 2009-10-21  [2011-02-13]. （原始内容存档于2016-03-04）.
4. 1 2 3  林文映. . 思考HK. 2019-08-26  [2023-01-07]. （原始内容存档于2023-01-06）.
5. 1 2  家庭與學校合作事宜委員會. . 2000  [2022-12-26]. 原始内容存档于2001-06-22.
6. ↑  香港浸會大學發展事務處. . 2009-10-20  [2023-01-06]. （原始内容存档于2023-01-06）.